# 方克
方克（1491年—？），字惟力，号西川，直隸安庆府桐城县（今安徽）人，明朝政治人物，同进士出身。

## 生平
正德十一年（1516年）丙子科舉人，嘉靖五年（1526年）登进士，七年授江西贵溪县知县，復除桐乡县，十四年（1535年）十一月选授南京贵州道御史，因亢直敢言被迫乞归。嘉靖二十七年（1548年）担任泉州府知府，任内有惠政，升任陕西苑马寺少卿。

## 著作
著有《西川文集》。